# Département d'Aguirre
Le département d'Aguirre est une des 27 subdivisions de la province de Santiago del Estero, en Argentine. Son chef-lieu est la ville de Pinto.
Situé au sud-est de la province, le département a été créé par une loi provinciale de 1911. Il a une superficie de 3 692 km2. Sa population s'élevait à 7 035 habitants au recensement de 2001 (source : INDEC).

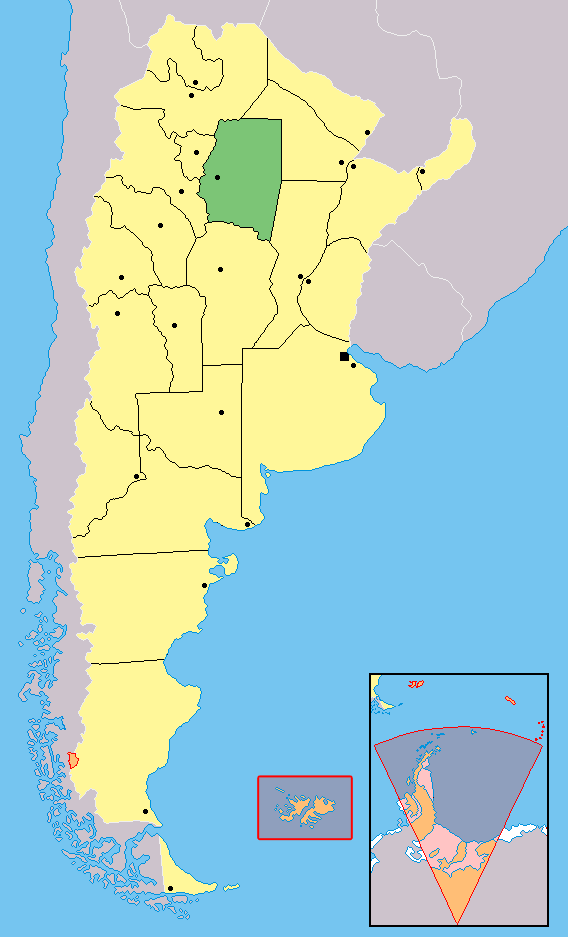
Localisation de la province de Santiago del Estero en Argentine